# Bundesstraße 73
Pour les articles homonymes, voir Route 73.
La Bundesstraße 73 (abrégé en B 73) est une Bundesstraße reliant Cuxhaven à Hambourg.

## Localités traversées
- Cuxhaven
- Otterndorf
- Neuhaus
- Cadenberge
- Hemmoor
- Stade
- Horneburg
- Buxtehude
- Harburg
- Hambourg